# 黄荆
黄荆（学名：Vitex negundo）又名荆棵、黄荆柴、黄荆条、黄荆子、蚊烟柴、蚊子柴、埔姜、土蔓荆、布惊树、布荆、五指柑等，是牡荆属一种灌木或小乔木。
小枝呈四棱形，长有灰白色绒毛。5枚复叶呈掌状，少数为3枚；叶片为长圆状披针形至披针形，顶端渐尖，表面绿色，背面密生灰白色绒毛。花顶生，聚伞花序排成圆锥花序式，花萼钟状，花冠淡紫色，外有微柔毛。核果近球形，径约2毫米。花期4～6月，果期7～10月。
主要分布于非洲东部及南亚、东亚、东南亚等地。在《中国植物志》中记录有四个变种：
- 拟黄荆（Vitex negundo var. thyrsoides）
- 白毛黄荆（Vitex negundo var. negundo f. alba）
- 疏序黄荆（Vitex negundo var. negundo f. laxipaniculata）
- 黄荆（原变种）（Vitex negundo var. negundo）

黄荆的茎、叶、种子和根等可入药：茎、叶可治疗久痢，种子可作镇痛药；根有驱虫的功效。另外黄荆的茎皮可造纸及制人造棉，花和枝叶可提取芳香油。

## 參看
- 翡翠涼粉